# Монро (окръг, Айова)
Вижте пояснителната страница за други значения на Монро.
Окръг Монро (на английски: Monroe County) е окръг в щата Айова, Съединени американски щати. Площта му е 1124 km², а населението - 8016 души (2000). Административен център е град Албия.